# بیوردام لیک-سالیسبری میلز (نیویورک)
بیوردام لیک-سالیسبری میلز (به انگلیسی: Beaverdam Lake–Salisbury Mills) یک منطقهٔ مسکونی در ایالات متحده آمریکا است که در نیویورک واقع شده‌است. بیوردام لیک-سالیسبری میلز ۲٬۷۷۹ نفر جمعیت دارد.